# Тахиметрична снимка
Тахиметричната снимка е метод за заснемане на земния релеф и създаване на графични оригинали за топографски планове и карти. Названието тахиметрия е заимствано от гръцки език и означава бързо мерене. Посредством този метод се изработват топографски планове в мащаби 1:500; 1:1000; 1:2000, топографски карти в мащаб 1:5000 и 1:10000, както и създаването на цифрови топографски модели.

## Същност на тахиметричната снимка
Тахиметрията е геодезически метод за определяне положението на точки от земната повърхнина чрез полярни координати в двумерно пространство. Така ако са известни координатите x, y и надморската височина H на една опорна точка (например триангулачна или полигонова), 
може чрез пространствена координатна система да се определят радиус вектора, хоризонталния ъгъл и вертикалния ъгъл към визираната точка. Върху равнината на заснимания план или карта, действително измереното разстояние (радиус вектора), се заменя с хоризонталната проекция на този параметър. Така всяка точка от терена, заснета от една опорна точка, се определя със стойностите на хоризонталния ъгъл β, превишението h и хоризонталното разстояние D. Всяка работна опорна точка (полигонова точка, геодезическа засечка или триангулачна точка), наричана още работна станция, има своя координатна система и е координатно начало за определяне на подробните точки, както за характеризиране на земния релеф, така и за ситуацията върху терена. Ориентацията на работната станция се осъществява чрез визиране към друга известна опорна точка в същата приета координатна система.

## Математически основи на тахиметричната снимка
Преди да се пристъпи към тахиметричното заснемане, се създава снимачна геодезическа основа от точки. С това се определя координатната система, конкретните координати и височини на работните станции, а с това става възможно и да се осъществи и ориентацията им в процеса на работа. Така:

- Хоризонталният ъгъл β към една подробна точка се получава като разлика между отчетите по хоризонталния кръг на измервателния инструмент в посоките към известна точка за ориентиране (Р2) и коя да е подробна точка от терена (i).

β = OP2  – Oi
- Хоризонталното разстояние D между работната станция и подробната точка точка i се определя с формулата:

D = (KL + c). cos2γ, където
К и c са константи на далекомерната зрителна тръба (наричани още константи на тахиметъра). Обикновено оптиката на тахиметъра „отсича“ от латата показание равно на 1/100 от действителното разстояние;
L е латовия отрез;
γ е вертикалния ъгъл.
- Разликата във височините (превишението) се изчислява по формулата;

h1 = (KL + c). sinγ. cosγ
Като се отчетат височината на инстумента и отчета по латата, то точния резултат ще бъде:
h = h1 + J – s, където
J – височина на инструмента;
s – отчет по средната нишка на латата
c = 0 при аналактична зрителна тръба, както например при теодолит Theo 030.
Принципа на измерване е както при тригометричната нивелация. Прилага се същия математически апарат, но поради малките разстояния не се внасят корекции от кривината на земята.

## Работен екип
- Ръководител на снимачната група(крокист) – ръководи цялостната работа на групата. Определя мястото на подробните точки и създава ръчна окомерна скица (кроки);
- Оператор-топограф – работи с оптичния инструмент. Когато обекта е малък, той е ръководител на групата и изчертава ръчната скица;
- Карнетист – записва и проверява данните в тахиметричния карнет;
- Фигуранти – работници по укрепване и маркиране на опорните точки и работещи с латите.

## Инструменти за тахиметрична снимка
Снимачната група е съоръжена с тахиметър с тринога или тотална измервателна станция, отвес, ролетка, 1-2 жалона, лати или отражател - съобразени с типа на тахиметъра, ръчни скици и твърда папка за тях, тахиметрични карнети, транспортир, мащабна линийка, моливи.
Тахиметърът е основният измерителен инструмент. В зависимост от начина на измерване на полярните координати на подробните точки, то инструментите се групират в три групи:
- обикновени тахиметри – теодолити – тахиметри;
- тахиметри – саморедуктори, които могат да бъдат диаграмни и двуобразни;
- електронни (електрно-оптични) тахиметри (тотални станции).

## Работа на станция
Преди заснемането на земния релеф, за различните мащаби на картите се определят с правилник-инструкция и условията, при които ще се извърши тази дейност. Отчитат и се нормират:
- – сложността на ситуацията и релефа на терена;
- – предварително зададената височина за изчертаване на хоризонталите;
- – от горните две условия се задава норма за разстоянията между подробните точки в зависимост от мащаба;
- – далечина на визираните подробни точки;
- – възможността да се работи от работни станции, извън включените в разработената опорна мрежа. Правят се геодезически засечки или се създават т. нар. латови точки. Тези допълнителни станции се стабилизират с колче и се използват за опорни точки при спазване на изискваните условия за точност. Използват се когато няма видимост или има други непреодолими пречки за цялостно заснемане на терена.

### Ръчна скица на тахиметричната снимка
При непосредствено заснемане на терена се изработва ръчна окомерна скица, наричана кроки.  Мащабът ѝ трябва да е по-голям от този на плана или картата. Изчертава се от ръководителя на екипа, като се маркира мястото и номера на работната станция, номерата на подробните точки в съответствие със записа в карнета. Изчертава се ситуацията с необходимата информация (мера, гора, височина на дърветата, мочурище, скали, път и неговата характеристика и т.н.), както и характерни линии от терена – водосливни линии, характерни земни форми и от това специфичната форма на някои хоризонтали. Всички тези ръчно изработени окомерни скици на работните станции са база при бъдещото изчертаване на оригинала.
Ако снимката се прави в населени места, където преди това за ситуацията е направена ортогонална снимка, се заснема само релефа.

### Операторска работа
Тахиметричната снимка се извършва от опорните точки създадени, стабилизирани с колче и с известни или изчислени координати и височини. Ръководителят на снимачния екип или оператора обхожда околния на станцията район, определя обектите на заснемане и окомерно или с помощ на информативно замерени характерни точки изчертава подробности в ръчното кроки. Тахиметърът се центрира на работната станция, ориентира се към снимачната мрежа с визиране към други опорни точки и фигурантите, по указания, поставят латите на съответните места. В карнета се записват всички данни – номера на станцията, височина на инструмента, номер на подробната точка, хоризонтален и вертикален ъгъл, отчетите от латата за съответния вертикален ъгъл и отсечката за разстоянието. Вписват се датата на снимката, имената на оператора и карнетиста, вида на инструмента и неговия фабричен номер. Със създаването на ръчната скица и данните от карнета приключва т. нар. полска работа.

### Изработка на топографския план
Изработването на графичния оригинал е част от т. нар. канцеларска работа, която включва:
- – изчисление на основната геодезическа мрежа;
- – изчисление на данните от карнета за определяне на редуцираното разстояние в хоризонталната равнина на картния лист;
- – изчисление на превишението и надморската височина на подробните точки;
- – разграфяване на картния лист с координатната мрежа и нанасяне точките от опорната геодезическа мрежа;
- – нанасянето на подробните точки чрез използването на транспортир – полукръг. В геодезията при работа на тахиметрични снимки е прието да се работи не с градуси (360 ъглови градуса за пълен кръг), а с измерител 400 града за пълния кръг. При тази основна единица измерването се записва като десетична дроб. Така на 450 ъглови градуси, отговарят 50g, измерено с хоризонталния кръг на тахиметъра.

Графичният оригинал подлежи на проверка по изчисленията и проверка на терена със сравняване на изчертаните и съществуващите земни форми. Прави се и контролно измерване проверка от някои опорни точки за съответствието между релефа и създадения графичен оригинал. След проверката от „контролния инженер“ и евентуални корекции, оригиналът се изчертава с туш и предава за съхранение или по-нататъшна обработка.